# Зам, Рухолла
Рухолла Зам (перс. روح‌الله زم‎, 27 июля 1978 — 12 декабря 2020) — иранский журналист и активист. Наиболее известен тем, что управлял телеграм-каналом Amadnews, который основал в 2015 году. Зам сыграл заметную роль в иранских протестах 2017—2018 годов, которым уделял особое внимание. В июне 2020 года иранский суд признал его виновным в распространении «мерзости на земле» за организацию популярного антиправительственного форума, который, по словам официальных лиц, спровоцировал протесты в Иране в 2017—2018 годах, и приговорил к смертной казни. Зам был казнён 12 декабря 2020 года.

## Биография
Рухолла Зам родился в 1978 году в Тегеране в семье священников. Его отец, Мохаммад-Али Зам, реформатор, занимал высокие государственные посты в 1980-х и 1990-х годах. Мохаммад-Али Зам выбрал для своего сына имя «Рухолла», поскольку был сторонником Рухоллы Хомейни, основателя Исламской Республики в Иране, однако Рухолла позже попросил своего друга называть его Нима. Рухолла Зам выступил против истеблишмента после протестов на президентских выборах 2009 года в Иране и некоторое время находился в тюрьме Эвин. В конце концов Зам бежал из Ирана и обосновался во Франции.
Зам был наиболее известен тем, что управлял телеграм-каналом под названием Amadnews (или Sedaiemardom, «Голос народа»), который он основал в 2015 году. Зам сыграл заметную роль в иранских протестах 2017—2018 годов, во время которых он вёл специальные репортажи. Канал Amadnews сообщал о хронологии и деталях организации протестов, а также информацию о должностных лицах, бросивших вызов иранскому правительству. После того, как иранское правительство пожаловалось на то, что канал опубликовал информацию о том, как делать бензиновые бомбы, в 2018 году Telegram закрыл канал, но он снова появился под другим названием. Персидская служба «Голоса Америки» часто приглашала Зама на свои передачи.
14 октября 2019 года Стражи исламской революции объявили, что заманили Зама обратно в Иран и арестовали его, хотя, согласно другим источникам, он был арестован в Ираке. Судебное слушание проходило в 15-м отделении Исламского революционного суда в Тегеране под председательством судьи Аболкасема Салавати. 30 июня 2020 года Зам был приговорён к смертной казни по обвинению в «осквернении земли» (такое обвинение используется в случаях шпионажа и посягательств на государственный строй Ирана), как сообщил официальный представитель судебной системы Голамхоссейн Эсмаили. Рухолла Зам был казнён через повешение 12 декабря 2020 года.